# Placobdella papillifera
Placobdella papillifera är en ringmaskart som först beskrevs av Addison Emery Verrill 1872.  Placobdella papillifera ingår i släktet Placobdella och familjen broskiglar. Inga underarter finns listade i Catalogue of Life.